# Nick Mike-Mayer
Nicholas Mike-Mayer, nato Miklós e conosciuto come Nick, (Bologna, 1º marzo 1950), è un ex calciatore ed ex giocatore di football americano italiano naturalizzato statunitense.

## Biografia
Nato in Italia mentre il padre István, calciatore, militava nel Bologna, Miklós, che cambiò nome negli Stati Uniti d'America divenendo Nicholas, era il fratello minore di Steve o István, futuro giocatore di football americano come lui. Prima di dedicarsi al football americano, Mike-Mayer provò a seguire le orme paterne, giocando a calcio nel Washington Whips.

## Carriera

### Calcio
Mike-Mayer partecipò alla North American Soccer League 1968, prima edizione del torneo, con il Washington Whips, ove era indicato nel roster con il nome Miklós e di nazionalità italiana. Con la sua squadra Mike-Mayer, pur giocando un solo incontro, ottenne il secondo posto della Atlantic Division, alle spalle dei futuri campioni dell'Atlanta Chiefs.

### Football americano
Abbandonato il calcio, Mike-Mayer si dedicò al football americano. Al college giocò alla Temple University, venendo selezionato dagli Atlanta Falcons nel corso del decimo giro del Draft NFL 1973.
Nel 1977 passa ai Philadelphia Eagles che lascerà dopo due anni per i Buffalo Bills.
Con i Buffalo Bills giocherà sino al 1982. Dopo un'interruzione di cinque anni Mike-Mayer riprende l'attività agonistica, venendo ingaggiato dai Chicago Bruisers, società che partecipa alla Arena Football League. L'anno seguente passa ai Los Angeles Cobras, sempre nella Arena Football League, ove chiude la carriera agonistica.

#### Vittorie e premi
- Convocazioni al Pro Bowl: 1

1973